# Llandovery Castle
Llandovery Castle är ett slott i Storbritannien.   Det ligger i kommunen Carmarthenshire och riksdelen Wales, i den södra delen av landet, 260 km väster om huvudstaden London. Llandovery Castle ligger 67 meter över havet.
Terrängen runt Llandovery Castle är kuperad åt nordost, men åt sydväst är den platt. Llandovery Castle ligger nere i en dal. Runt Llandovery Castle är det ganska tätbefolkat, med 70 invånare per kvadratkilometer. Närmaste större samhälle är Llandovery, 0,15 km norr om Llandovery Castle. Trakten runt Llandovery Castle består i huvudsak av gräsmarker.